# Surinaamse Juristen Vereniging
De Surinaamse Juristen Vereniging (SJV) is een beroepsorganisatie voor juristen in Suriname.
De oprichting van de SJV was op 18 mei 1962 een feit met de vaststelling van de statuten tijdens de algemene ledenvergadering. Dit gebeurde onder aanwezigheid van de minister van Justitie en Politie, Hemradj Shriemisier.
De vereniging wil juristen in Suriname in de gelegenheid stellen om met elkaar van gedachten te wisselen over publiekrechtelijke en privaatrechtelijke onderwerpen om zo de uitoefening van het vakgebied in Suriname te professionaliseren. Daarnaast organiseert ze en ondersteunt ze bij lezingen, boekpublicaties, colleges, symposia en webinars en bracht ze van 1963 tot 2023 het Surinaams Juristenblad uit; daarna is de publicatie voortgezet door Boom Juridisch uit Den Haag.